# Communauté de communes des Landes d’Armagnac
Die Communauté de communes des Landes d’Armagnac ist ein französischer Gemeindeverband mit der Rechtsform einer Communauté de communes im Département Landes in der Region Nouvelle-Aquitaine. Sie wurde am 17. Dezember 2012 gegründet und umfasst 27 Gemeinden. Der Verwaltungssitz befindet sich im Ort Roquefort.

## Mitgliedsgemeinden
| Gemeinde                                     | Einwohner 1. Januar 2022 | Fläche km² | Dichte Einw./km² | Code INSEE | Postleitzahl |
| -------------------------------------------- | ------------------------ | ---------- | ---------------- | ---------- | ------------ |
| Arue                                         | 358                      | 48,11      | 7                | 40014      | 40120        |
| Arx                                          | 51                       | 24,18      | 2                | 40015      | 40310        |
| Baudignan                                    | 53                       | 23,30      | 2                | 40030      | 40310        |
| Betbezer-d’Armagnac                          | 133                      | 8,10       | 16               | 40039      | 40240        |
| Bourriot-Bergonce                            | 319                      | 82,65      | 4                | 40053      | 40120        |
| Cachen                                       | 230                      | 35,66      | 6                | 40058      | 40120        |
| Créon-d’Armagnac                             | 336                      | 21,26      | 16               | 40087      | 40240        |
| Escalans                                     | 232                      | 30,31      | 8                | 40093      | 40310        |
| Estigarde                                    | 96                       | 29,65      | 3                | 40096      | 40240        |
| Gabarret                                     | 1.282                    | 16,90      | 76               | 40102      | 40310        |
| Herré                                        | 141                      | 23,14      | 6                | 40124      | 40310        |
| Labastide-d’Armagnac                         | 680                      | 31,87      | 21               | 40131      | 40240        |
| Lagrange                                     | 190                      | 21,13      | 9                | 40140      | 40240        |
| Lencouacq                                    | 376                      | 96,62      | 4                | 40149      | 40120        |
| Losse                                        | 282                      | 102,69     | 3                | 40158      | 40240        |
| Lubbon                                       | 80                       | 47,74      | 2                | 40161      | 40240        |
| Maillas                                      | 128                      | 63,84      | 2                | 40169      | 40120        |
| Mauvezin-d’Armagnac                          | 99                       | 4,68       | 21               | 40176      | 40240        |
| Parleboscq                                   | 454                      | 40,19      | 11               | 40218      | 40310        |
| Retjons                                      | 321                      | 77,84      | 4                | 40164      | 40120        |
| Rimbez-et-Baudiets                           | 104                      | 32,84      | 3                | 40242      | 40310        |
| Roquefort                                    | 1.987                    | 12,12      | 164              | 40245      | 40120        |
| Saint-Gor                                    | 312                      | 53,72      | 6                | 40262      | 40120        |
| Saint-Julien-d’Armagnac                      | 109                      | 14,64      | 7                | 40265      | 40240        |
| Saint-Justin                                 | 1.015                    | 65,62      | 15               | 40267      | 40240        |
| Sarbazan                                     | 1.151                    | 22,44      | 51               | 40288      | 40120        |
| Vielle-Soubiran                              | 224                      | 32,71      | 7                | 40327      | 40240        |
| Communauté de communes des Landes d’Armagnac | 10.743                   | 1.063,95   | 10               | –          | –            |